# La Castellana
La Castellana è una municipalità di seconda classe delle Filippine, situata nella Provincia di Negros Occidental, nella regione di Visayas Occidentale.
L'intero territorio della municipalità è parte del Parco naturale del monte Kanla-on, istituito nel 1997  dall'allora presidente delle Filippine Gloria Arroyo.
La Castellana è formata da 13 baranggay:
- Biaknabato
- Cabacungan
- Cabagnaan
- Camandag
- Lalagsan
- Manghanoy
- Mansalanao
- Masulog
- Nato
- Puso
- Robles (Pob.)
- Sag-Ang
- Talaptap